# Crottin de Berry à l’Huile d’Olive
Crottin de Berry à l'Huile d'Olive ist eine französische Käsespezialität. Dabei werden kleine Ziegenkäse, die sich durch einen milden und weichen Geschmack auszeichnen, in Olivenöl eingelegt, das mit Pfeffer, Thymian, Rosmarin, Lorbeer, Wacholderbeeren und Knoblauch gewürzt ist. Eine bestimmte Käsesorte wird dabei nicht verwendet.
Die Französische Küche kennt eine Reihe ähnlicher Spezialitäten. Dazu zählt beispielsweise Le Pitchou, wobei allerdings nur Saint-Marcellin-Käse verwendet wird, der aus pasteurisierter Kuhmilch hergestellt wird. Es gibt außerdem die Fromage-fort-Käsespezialitäten wie Confit d’Époisses, die sich ähnlich wie Crottin de Berry à l'Huile d'Olive aus einer Konservierung von nicht sonderlich haltbaren Käsearten oder dem Wunsch, Käsereste zu verarbeiten, entwickelt haben.